# Ховрино (станція)
Хо́врино, Хо́вріно (рос. Ховрино) — вузлова залізнична станція на головному ході Жовтневої залізниці (Ленінградському напрямку) в Москві. Входить до складу Московського центра організації роботи залізничних станцій ДЦС-1 Жовтневої дирекції управління рухом. За характером основної роботи є сортувальною, за обсягом виконуваної роботи віднесена до 1-го класу.
Назва дана за однойменним селом, розташованому біля станції і включеному до складу Москви в 1960 році.
У межах станції знаходяться три зупинні пункти: однойменна платформа Ховрино, Грачевська, Моссільмаш.

## Опис
На зупинному пункті Ховрино дві пасажирські платформи, обидві берегового типу, які обслуговують дві колії: 1, 2. (На 3-ій — середній — колії платформа відсутня, платформа у 4 колії розібрана, залишився вихід з переходу). Вони з'єднані підземним переходом, який служить і для переходу з однієї частини міста в іншу. Платформи не обладнані турнікетами. Каса функціонує.
Станом на вересень 2014 року, почалося будівництво нової берегової платформи у 2-ї колії в сторону області. Станом на вересень 2015 року, нова берегова платформа завершена, йде будівництво турнікетного павільйону, платформа біля 4-ї колії розібрана.
Від станції відходить великий кущ колій до промислових підприємств міста на схід від станції, в районі Західне Дегуніно.
Станція є передавальною між Жовтневою (Московський регіон) і Московською (Московсько-Курський регіон) залізницями: від південної горловини станції починаються два з'їзди на станцію Лихобори Малого кільця МЗ, з них діє тільки один, короткий; довгий покинутий і від'єднаний від станції і від Малого кільця (від кільця через будівництво третьої головної колії і шляхопроводу через головний хід ОЗ). Третій з'їзд в сторону станції Владикіно-Московське розібраний в 1960-і рр.
На станції знаходяться локомотивне депо і вагоноремонтне депо та музей історії депо Ховрино.

## Галерея

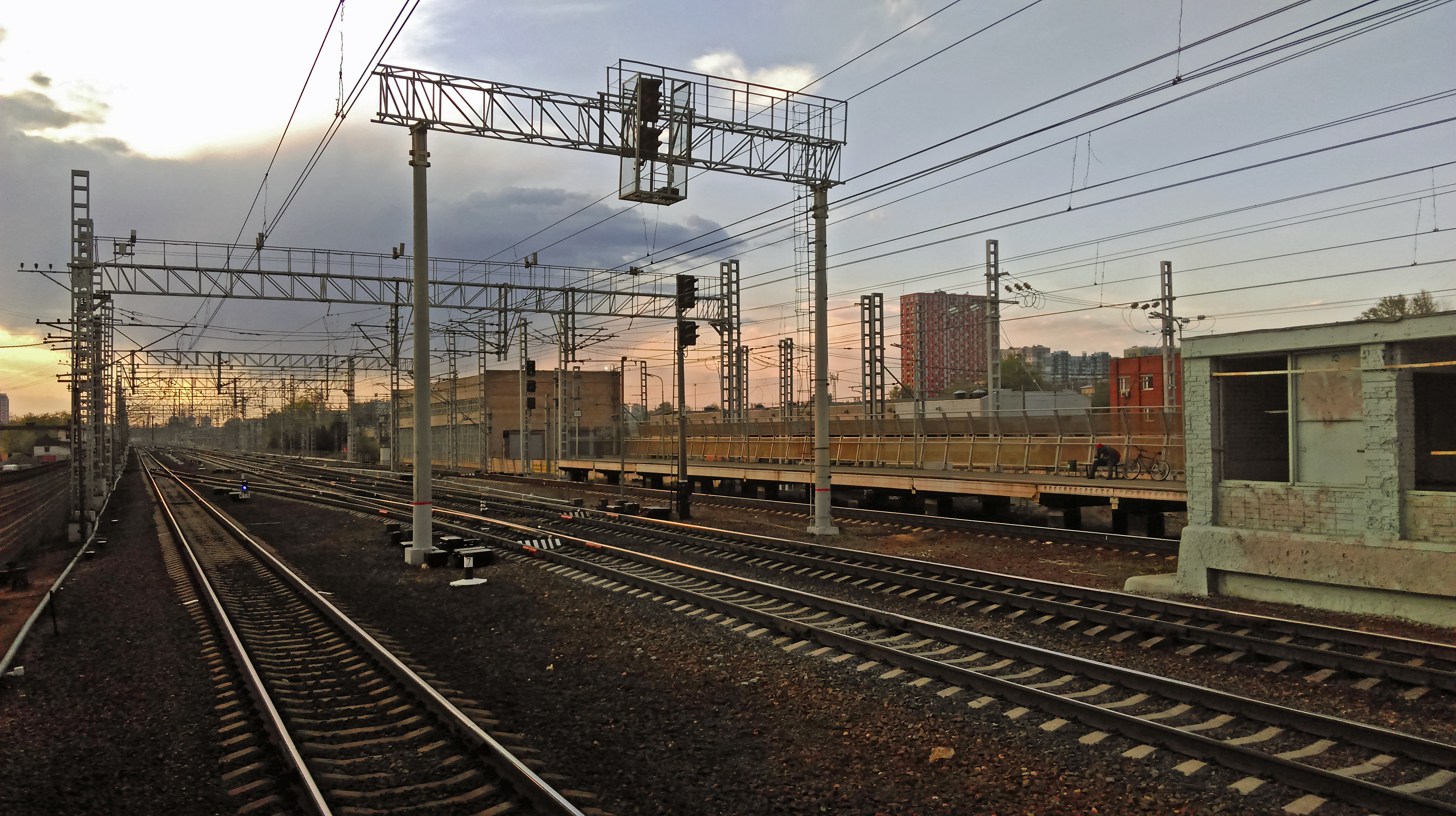
Вид в сторону платформи Лівобережжя
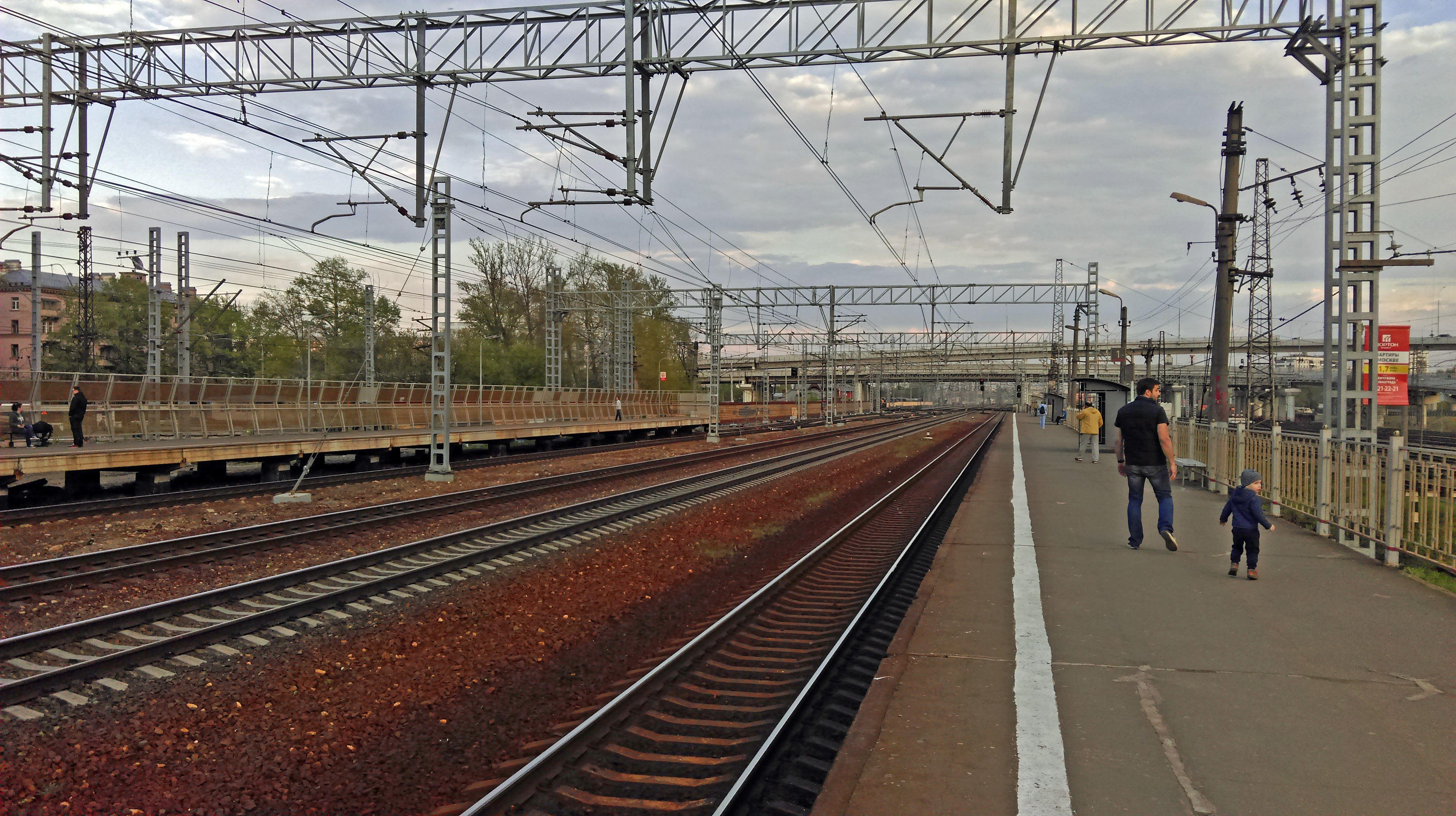
Вид в сторону платформи Моссільмаш
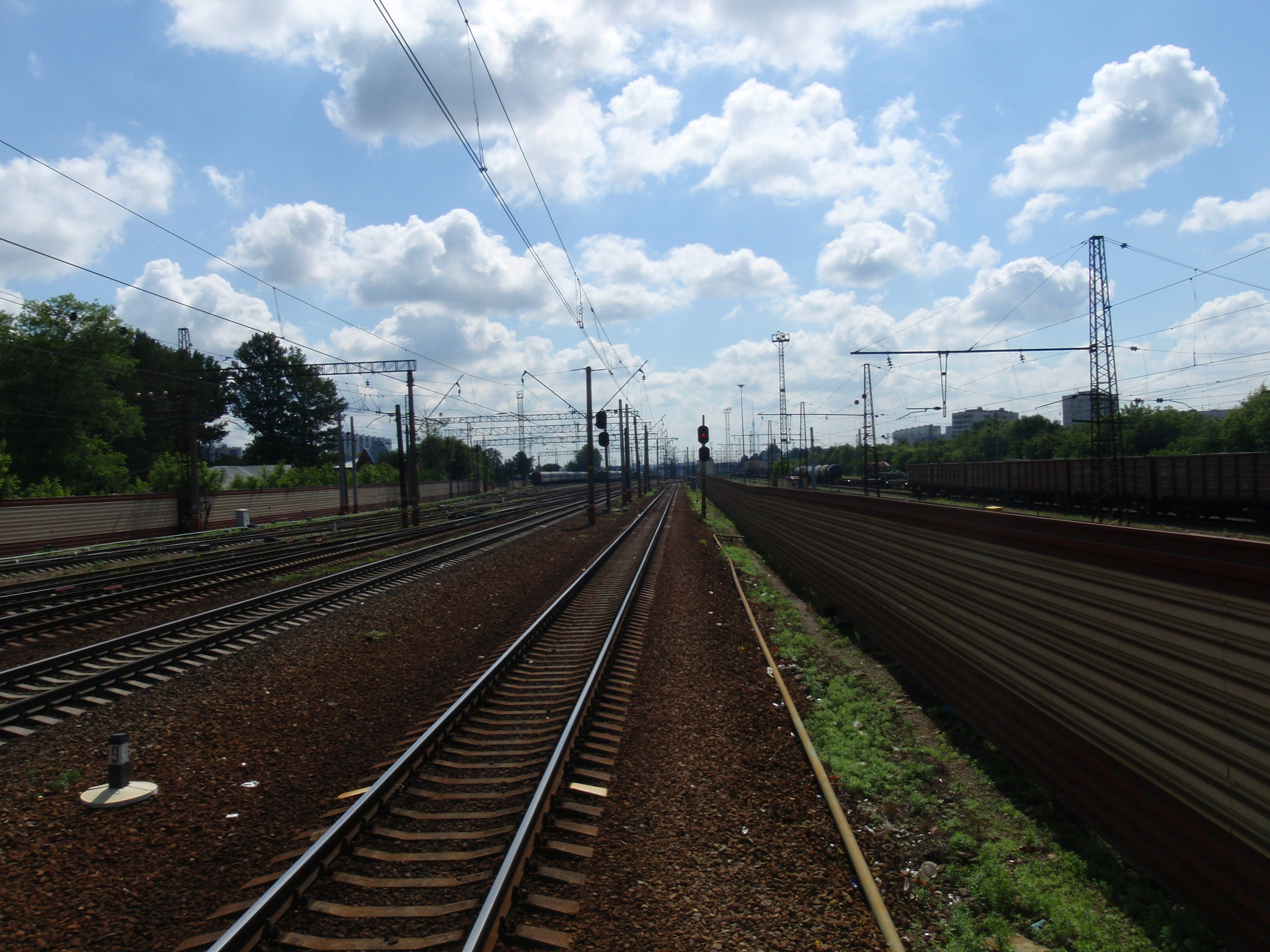
Вид в сторону платформи Моссільмаш (2009)
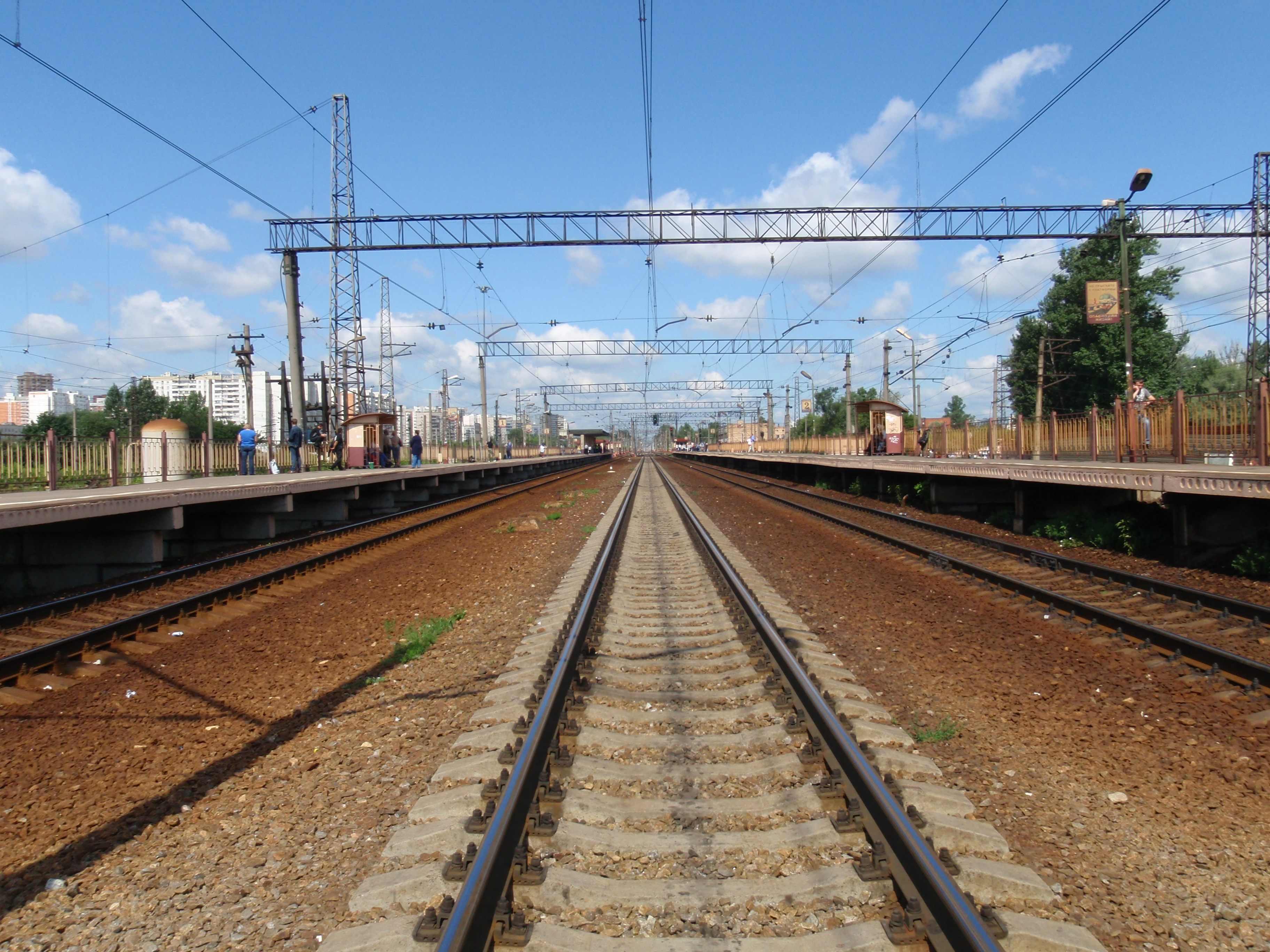
Вид в сторону платформи Лівобережжя (2009)
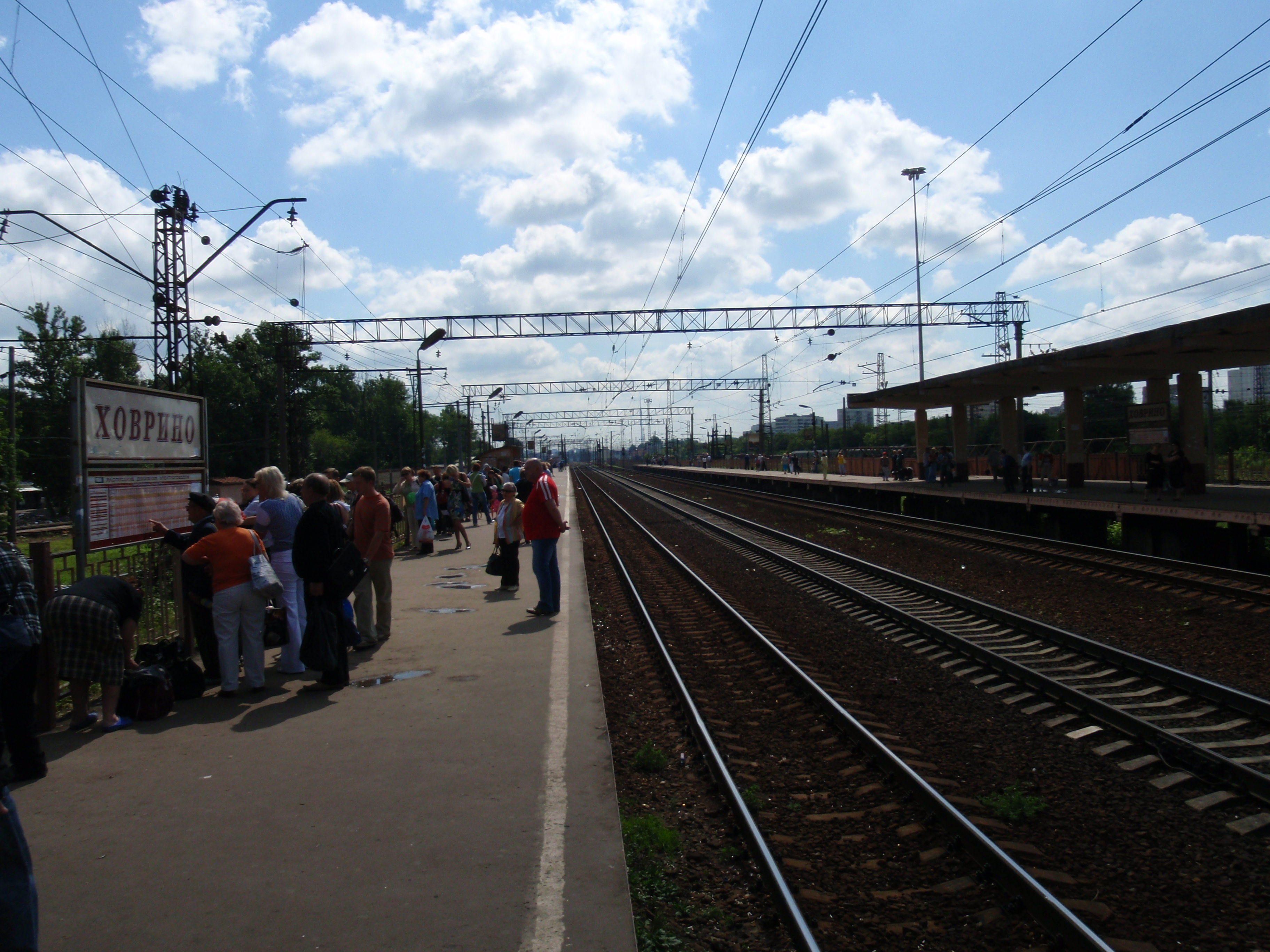
Вид в сторону платформи Моссільмаш (2009)